# Velódromo da Barra
Velódromo da Barra – nieistniejący już kryty tor kolarski w Rio de Janeiro, w Brazylii. Istniał w latach 2007–2013. Mógł pomieścić 1500 widzów. Długość drewnianego toru kolarskiego wynosiła 250 m.
Budowa krytego toru kolarskiego w Rio de Janeiro (w dzielnicy Barra da Tijuca) rozpoczęła się w październiku 2006 roku. Obiekt powstawał w związku z organizacją Igrzysk Panamerykańskich 2007. Inauguracja toru miała miejsce 11 lipca 2007 roku, niedługo przed rozpoczęciem igrzysk. Koszt budowy wyniósł 14,1 mln R$. W trakcie igrzysk obiekt gościł zawody w kolarstwie torowym i wrotkarstwie szybkim. Po imprezie tor nie był zbyt często wykorzystywany, ale po przyznaniu Rio de Janeiro organizacji Letnich Igrzysk Olimpijskich 2016 miał być on jedną z aren olimpijskich. W opinii UCI obiekt nie spełniał jednak wszystkich niezbędnych wymogów, w związku z czym ostatecznie podjęto decyzję o budowie nowego toru kolarskiego. Powstał on w latach 2014–2016 w nieodległej lokalizacji (na terenie tego samego kompleksu sportowego, Parque Olímpico da Barra). Stary welodrom został natomiast rozebrany w 2013 roku, a materiały z rozebranego obiektu przetransportowano do Pinhais, gdzie mają posłużyć do budowy nowego toru kolarskiego. Częściowo w miejscu rozebranego Velódromo da Barra wybudowano następnie Estádio Aquático Olímpico, w którym podczas igrzysk w 2016 roku rozgrywane były zawody pływackie oraz mecze piłki wodnej.